# Гаїска Гарітано
Гаїска Гарітано Агірре (ісп. Gaizka Garitano Aguirre; нар. 9 липня 1975, Більбао, Іспанія) — колишній іспанський футболіст, а нині футбольний тренер.

## Життєпис

### Кар'єра гравця
Гарітано народився в місті Більбао що в Іспанії. Як гравець свою кар'єру розпочав у складі команди «Атлетік Більбао», граючи разом зі своїм дядьком на ймення Андер Гарітано. За основну команду не зіграв жодного матчу, переважно виступаючи за резервний склад. У 199 році він приєднався до команди з Сеґунда Дивізіону Б «Оренсе».
Після цього Гарітано перейшов до клубу «Ейбар» з Сеґунди і в сезоні 2004/05, будучи капітаном клубу привів свою команду до четвертого місця в чемпіонаті, зберігаючи шанси на історичний вихід в Ла Лігу.
Свої перші свої кроки в елітному дивізіоні Гарітано робив як частина команди «Реал Сосьєдад». Його перший виступ відбувся 27 серпня 2005 року у грі проти «Атлетік Більбао». Після трьох сезонів, у яких він став важливим членом основної команди він приєднався до «Депортіво Алавес», завершивши кар'єру в червні 2009 року у віці 34 років після вильоту команди в третій дивізіон.

### Тренерська кар'єра
Одразу після закінчення своєї кар'єри як гравця розпочав напутницьку діяльність. Розпочавши з посади помічника головного тренера «ФК Ейбар» у сезоні 2012-13 став головним тренером. Зі своєю першою командою досягнув неабияких успіхів, привівши команду до 1 місця і вийшовши у Прімеру. У 2014 році поновив свою угоду.
У сезоні 2014-15 команда заробила 27 очок у 19 іграх, але до загального підсумку спромоглася додати ще тільки 8 з наступних 19 ігор. Навіть не зважаючи на перемогу в останньому турі у грі проти «Кордоби», команда отримала пониження у класі. Згодом Гарітано пішов у відставку, заявивши що негідний продовжувати подальшу співпрацю.
6 липня 2015 став новим керманичем у команда «Реал Вальядолід», замінивши звільненого Рубі. 21 жовтня був звільнений.
10 червня 2016 року Гарітано очолив «Депортіво» (Ла-Корунья), в якому пропрацював лише до лютого наступного 2017 року.
Згодом повернувся до рідного клубу «Атлетік Більбао», де спочатку півтора року тренував другу команду, а 4 грудня 2018 року очолив тренерський штаб його основної команди.

## Скандал
Після програшної гри з «Леванте» (2:0) Гарітано вирушив на прес-конференцію для спілкування із журналістами. Після спілкування з носіями іспанської мови один із журналістів поставив Гаїска питання баскською мовою. Коли наставник «Ейбару» почав відповідати баскською, іспаномовні журналісти обурилися і пред'явили Гарітано претензію з цього приводу. Гарітано не встрягаючи у сварки з журналістами полишив залу.

## Цікаві відомості
- Посів п'яте місце у переліку найкращих пробивачів пенальті в Ла Лізі (серед тих, хто пробивав не менше 30 одинадцятиметрових ударів)[5].